# 印度革命共产主义中心（毛主义）
印度革命共产主义中心（毛主义）（英语：Revolutionary Communist Centre of India (Maoist)）是印度的地下共产主义政党。该党成立于1995年，当时，印度革命共产主义中心（马列）分裂为该党和印度革命共产主义中心（马列毛）。该党是南亚毛主义政党和组织协调委员会的成员，还曾是革命国际主义运动的候选成员。2003年1月，该党和毛主义共产主义中心合并为印度毛主义共产主义中心，2004年印度毛共中心合并到印度共产党（毛主义）。